# فابيو
فابيو (30 سبتمبر 1980 في البرازيل - ) هو لاعب كرة قدم برازيلي وإيطاليا في مركز حراسة المرمى. شارك مع منتخب البرازيل لكرة القدم. أما مع النوادي، فقد لعب مع أتلتيكو باراناينسي ونادي فاسكو دا غاما ونادي كروزيرو وUnião Bandeirante Futebol Clube ‏.

## وصلات خارجية
- فابيو على موقع الاتحاد الدولي (مؤرشف)  (الإنجليزية)
- فابيو على موقع قاعدة بيانات كرة القدم.إي يو (الإنجليزية)
- فابيو على موقع Soccerway.com (الإنجليزية)